# Convento de San Juan Bautista (Tetela del Volcán)
El convento de San Juan Bautista de Tetela del Volcán se ubica en el actual Municipio de Tetela del Volcán en Morelos, México. Fue fundado en el siglo XVI por la Orden Religiosa de los Dominicos con el fraile dominico Juan de la Cruz. 

## Historia
Su construcción se inició en el año de 1533 y fue finalizado en 1574 por los Dominicos. 
Este edificio se encuentra construido en lo que en algún momento estuvo habitado por los Olmecas Xicalancas y en el momento de la conquista española estaba poblado por Xochimilcas
El Antiguo Convento cuenta con una sacristía que conserva aún muchas de sus características y detalles originales, además de ser considerado de los primeros monasterios construidos en las laderas del Popocatépetl por lo que en 1994 fue incluido en la lista del Patrimonio Cultural de la Humanidad por la UNESCO.

## Características
El Antiguo Convento de San Juan Bautista tiene 3 accesos; 2 de estos que dan acceso directo al atrio, en donde uno es el principal y está ubicado justo en la parte del frente y el otro es secundario y está en el lado lateral que da a la plaza principal del municipio, conocida como el Centro Histórico. El tercer acceso se encuentra en la parte trasera del convento sobre el bulevar Adolfo López Mateos y donde actualmente se llevan a cabo las celebraciones religiosas debido a que el antiguo Convento se encuentra en reconstrucción después del sismo del 19 de septiembre de 2017.
El templo está formado por una torre, en donde se encuentra un reloj, regalo del Presidente de México Porfirio Díaz en conmemoración del Centenario de la Independencia Mexicana. Este reloj de la marca poblana Centenario funciona dando la hora y campanas que señalan la hora, las cuales se escuchan en casi todo el poblado de Tetela. También cuenta con una capilla abierta, debido a que el Convento es grande porque fue construido en dos niveles, siendo en la parte del medio en donde se encuentra el atrio y hay una cruz.
En su interior se encuentra el claustro de San Juan Bautista donde hay frescos inspirados en los apóstoles, la vida de Jesús y Juan el Bautista así como de mártires de la Iglesia Católica. El Instituto Nacional de Antropología e Historia (INAH) ha reconocido el gran valor arquitectónico y cultural por lo que ha realizado varios documentales que favorecen a la recopilación de información histórica.
El complejo histórico ha sido intervenido por especialistas para su conservación donde realizan, de manera constante y acuciosa, trabajos de conservación del inmueble histórico, a partir de una mezcla de cal, tezontle y baba de nopal, que le ha devuelto firmeza.
Actualmente se encuentra en reconstrucción por el sismo de 2017 aunque se presume que se han encontrado grandes hallazgos gracias a los trabajos de reconstrucción del edificio.